# Dudley Moore
Pour les articles homonymes, voir Moore.
Dudley Moore est un acteur, compositeur et scénariste britannique, né le 19 avril 1935 à Londres et mort le 27 mars 2002 dans le New Jersey (États-Unis) d'une pneumonie.
La carrière de Dudley Moore démarra dans les années 1960, dans un spectacle humoristique très populaire, Beyond the fringe. Avec son compère Peter Cook, il forma un duo inoubliable à la BBC, puis devint rapidement une star aux États-Unis, grâce à des films tels que Drôle d'embrouille, Elle, Arthur ou Une défense canon aux côtés d'Eddie Murphy.
La carrière de Moore en tant qu'acteur de films comiques a été marquée par des films à succès, notamment Bedazzled (1967), qui se déroule dans le Londres des Swinging Sixties (dans lequel il partage l'affiche avec Cook) et les productions hollywoodiennes Foul Play (1978), 10 (1979) et Arthur (1981). Pour Arthur, Moore a été nommé pour l'Oscar du meilleur acteur et a remporté un Golden Globe Award. Il a reçu un deuxième Golden Globe pour sa performance dans Micki & Maude (1984). Moore a reçu une étoile sur le Hollywood Walk of Fame en 1987 et a été fait CBE par la reine Elizabeth II au palais de Buckingham le 16 novembre 2001, lors de ce qui fut sa dernière apparition publique,.

## Les premières années
Dudley Stuart John Moore naquit le 19 avril 1935 à Londres (à Charing Cross Hospital, sur son site original dans Westminster). Il était le fils de John Moore, électricien dans les chemins de fer, et d'Ada Moore; il grandit, avec sa sœur Barbara, dans le district de Dagenham (Essex).
Il n'eut pas une enfance très facile, en raison de sa petite taille (1,58 m adulte) et d’une infirmité, un pied bot, qui l'obligea à des soins nombreux et répétés. Il trouva refuge très tôt dans la musique. Il apprit le piano et le violon à l’âge de six ans, et dès l’âge de quatorze ans, il accompagnait cérémonies et mariages aux grandes orgues.
Il fréquenta d'abord l'école de Dagenham County, où il reçut des leçons particulières d’un professeur, Monsieur Peter Cork, dont il devint l'ami et le confident et avec lequel il ne cessa de correspondre sa vie durant.
Il obtint à 14 ans une bourse afin de poursuivre ses études musicales à Magdalen College (l'un des plus prestigieux collèges de l'université d'Oxford), où il remporta un premier prix d’orgue. C'est également à cette époque que sa carrière d'acteur débute. Alan Bennett qui jouait à ses côtés à l'occasion d'un spectacle de fin d'année le présenta au producteur de Beyond the Fringe. Cette comédie, où Moore, Peter Cook, Jonathan Miller et Alan Bennett se donnaient la réplique, et dont le succès se répandit jusqu'aux États-Unis, inaugura l'ère des émissions satiriques à la télévision.
Durant ses années d’université, Moore se prit également de passion pour le jazz et devint très vite un compositeur-interprète accompli. Il eut la chance de fréquenter des musiciens aussi prestigieux que John Dankworth ou Cleo Laine. En 1960, il quitta le groupe de John Dankworth pour se consacrer aux répétitions de Beyond the Fringe. Pendant les années 1960, il monta un trio : 'The Dudley Moore Trio', avec Chris Karan aux percussions, Pete McGurk à la contrebasse, et plus tard Peter Morgan. Il s’inspirait principalement d’Oscar Peterson et d’Errol Garner. Dans une interview, il confia même qu’un soir il réussit à égaler en virtuosité l’incomparable main gauche de Garner, qu’il n'en revint pas lui-même, et qu'il ne lâcha pas le tempo pendant plusieurs jours.
Ses premiers enregistrements ont été My Blue Heaven, Lysie Does It, Poova Nova, Take Your Time, Indiana, Sooz Blooz, Bauble, Bangles and Beads, Sad One for George, et Autumn Leaves.
Le trio se produisit régulièrement à la télévision britannique, enregistra plusieurs disques, et devint la coqueluche du cabaret de Peter Cook, The Establishment.
Moore composa, entre autres, la musique des films Fantasmes (Bedazzled de Stanley Donen, sorti en 1967), L'escalier (Staircase de Stanley Donen), et Six Weeks (de Tony Bill).

## Carrière
En 1965, Moore anima sa propre série télévisée à la BBC Not only... but also. Mais lorsqu’il invita Peter Cook, leurs sketches satiriques s’imposèrent rapidement comme l’objet même de la série. On se souvient surtout des parodies d’interviews (dans lesquelles Cook jouait le rôle d’un intellectuel excentrique) ou de Pete and Dud commentant l’actualité…  ils n’écrivaient que les grandes lignes de leurs sketches, et laissaient ainsi une grande place à l’improvisation lors des enregistrements en direct, l’un ne manquant jamais une occasion de taquiner l'autre pour lui faire perdre son sang-froid. Malheureusement la BBC n’a pas conservé l’intégralité de ces émissions, et pour la plupart, il ne nous reste que des fragments de bandes son.

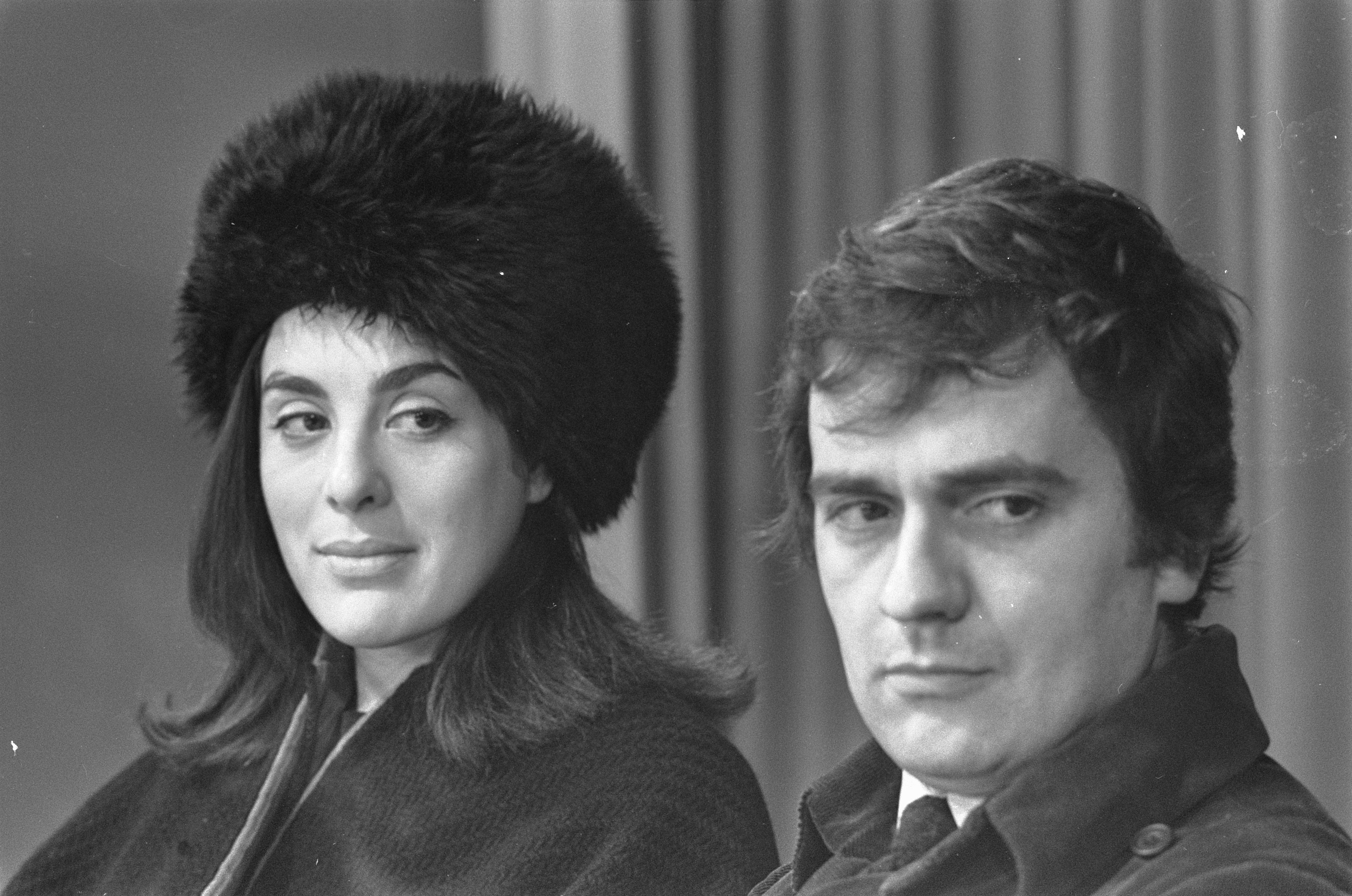
Dudley Moore et Eleanor Bron en 1968.

Moore et Cook partagèrent ensuite l’affiche de Fantasmes (Bedazzled), avec Eleanor Bron, et entreprirent une tournée avec leurs spectacles Behind the Fridge et Good Evening.
En 2009, il apparut que la police britannique avait tenté de les poursuivre au début des années 1980 pour les obscénités qu’ils avaient proférées sous couvert de leurs personnages 'Derek and Clive'.
Peu de temps après, Moore prit ses distances avec Cook, dont l’alcoolisme commençait à affecter son travail, pour se consacrer à sa carrière cinématographique.
Lorsqu’apparurent les symptômes de la maladie qui allait l’emporter quelques années plus tard (une paralysie supra-nucléaire progressive), on le suspecta d’abord de s'adonner à la boisson; on se souvenait, en effet, que Moore joua avec bonheur, et au début de sa carrière, deux rôles d’alcooliques notoires, Arthur et George Webber (dans Elle).
À la fin des années 1970, Moore conquit Hollywood, où il joua en 1978 dans Drôle d'embrouille (Foul Play) avec Goldie Hawn et Chevy Chase.
L’année suivante il apparut dans Elle de Blake Edwards aux côtés de Julie Andrews et de Bo Derek, puis dans  Sacré Moïse ! (Wholly Moses!). Ce dernier ne connut pas un grand succès. Peu de temps après, il enchaîna avec Arthur, aux côtés de Liza Minnelli, Sir John Gielgud (qui remporta un Oscar à cette occasion) et Geraldine Fitzgerald.
En 1981, Moore fut nommé pour l’Oscar du meilleur acteur, mais Henry Fonda lui souffla la distinction dans le film La Maison du lac (On Golden Pond, un film américain de Mark Rydell). En revanche, il gagna le Golden Globe du meilleur acteur de comédie musicale. En 1984, Moore connut encore un succès retentissant dans Micki + Maude de Blake Edwards, avec Amy Irving. Ce qui lui valut encore le Golden Globe du meilleur acteur de comédie musicale.
Les films dans lesquels il a tourné ensuite furent reçus avec peu d’enthousiasme tant par la critique que le public. Parmi eux, on compte Arthur 2: On the Rocks et The Mighty Kong, adaptation de King Kong.
Parallèlement à sa carrière cinématographique, Moore continua de composer, écrivant des partitions pour une quantité de films, et donnant des concerts agrémentés de parodies de morceaux classiques (on se souvient de la parodie de sonate de Beethoven).
En 1991, Moore collabora à des séries télévisées de vulgarisation de musique classique, d'abord avec le chef d’orchestre Sir Georg Solti, dans Orchestra, puis avec  Michael Tilson Thomas dans Concerto!. Il incarna également le rôle de Ko-Ko dans l'opéra comique de Jonathan Miller, The Mikado, en mars 1988.

## Filmographie

### En tant qu'acteur
- 1966 : Un mort en pleine forme (The Wrong Box), de Bryan Forbes : John Finsbury
- 1967 : Fantasmes (Bedazzled), de Stanley Donen : Stanley Cook
- 1969 : Gonflés à bloc (Monte Carlo or Bust!), de Ken Annakin : Lt. Kit Barrington
- 1969 : L'Ultime Garçonnière (The Bed-Sitting Room), de Richard Lester : Sergent
- 1978 : Drôle d'embrouille (Foul play), de Colin Higgins : Stanley Tibbets
- 1979 : Derek and Clive Get the Horn, de Russell Mulcahy : Derek
- 1979 : Elle (10), de Blake Edwards : George Webber
- 1980 : Sacré Moïse ! (Wholly Moses!), de Gary Weis (en) : Harvey/Herschel
- 1981 : Arthur, de Steve Gordon : Arthur Bach
- 1982 : Six Weeks, de Tony Bill : Patrick Dalton
- 1983 : La Fille sur la banquette arrière (Romantic Comedy), d'Arthur Hiller : Jason
- 1984 : Micki et Maude (Micki & Maude), de Blake Edwards : Rob Salinger
- 1984 : Une défense canon (Best Defense), de Willard Huyck : Wylie Cooper
- 1984 : Faut pas en faire un drame (Unfaithfully Yours), de Howard Zieff : Claude Eastman
- 1985 : Santa Claus, de Jeannot Szwarc : Patch
- 1987 : Mon Père c'est moi (Like Father Like Son), de Rod Daniel : Dr Jack Hammond / Chris Hammond
- 1988 : Arthur 2 : Dans la dèche (Arthur 2: On the Rocks), de Bud Yorkin : Arthur Bach
- 1990 : Les Fous de la pub (Crazy People), de Tony Bill : Emory Leeson
- 1992 : Méli-mélo à Venise[4] (Blame It on the Bellboy), de Mark Herman : Melvyn Orton
- 1993 : The Pickle, de Paul Mazursky : Homme de la planète Cleveland (Non crédité)

### En tant que compositeur
- 1967 : Fantasmes (Bedazzled) de Stanley Donen
- 1969 : L'Escalier de Stanley Donen
- 1982 : Six Weeks, de Tony Bill